# رينان أندرادي فيريرا
رينان أندرادي فيريرا هو لاعب كرة قدم برازيلي في مركز الدفاع، ولد في 31 مايو 1995 في البرازيل. لعب مع تولسا روناكس.

## وصلات خارجية
- رينان أندرادي فيريرا على موقع قاعدة بيانات كرة القدم.إي يو (الإنجليزية)
- رينان أندرادي فيريرا على موقع Soccerway.com (الإنجليزية)